# Technologie- und Förderzentrum (Bayern)

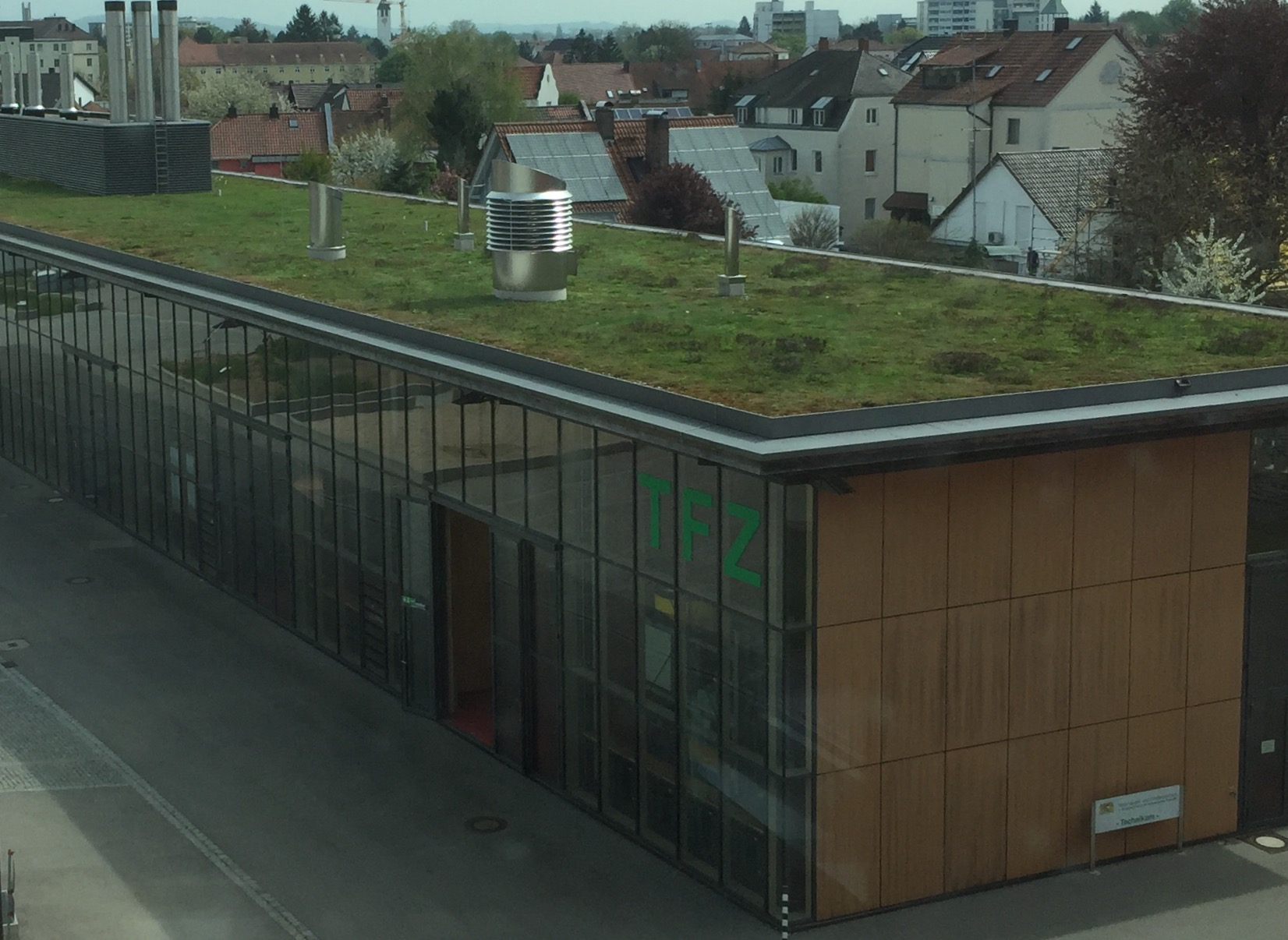
Technologie- und Förderzentrum,
Technikum (Straubing),
Schulgasse 18 a

Das Technologie- und Förderzentrum im Kompetenzzentrum für Nachwachsende Rohstoffe (TFZ) ist eine direkt dem Bayerischen Staatsministerium für Ernährung, Landwirtschaft, Forsten und Forsten zugeordnete Institution und hat seinen Sitz im KoNaRo – Kompetenzzentrum für Nachwachsende Rohstoffe in Straubing. Das TFZ ist eine Einrichtung der angewandten und praxisnahen Forschung und ist zudem verantwortlich für die Förderung Nachwachsender Rohstoffe in Bayern. Es hat etwa 100 Mitarbeiter.

## Geschichte
Das zum 1. Januar 2002 offiziell gegründete Technologie- und Förderzentrum (TFZ) hat seine Wurzeln in den beiden ehemaligen Landesanstalten für Landtechnik bzw. Bodenkultur und Pflanzenbau sowie im Bayerischen Staatsministerium für Ernährung, Landwirtschaft und Forsten. Bereits mit der Ölkrise im Jahr 1973 wurde mit Forschungsarbeiten zur Bereitstellung und Nutzung von Nachwachsenden Rohstoffen begonnen, so dass das TFZ bereits auf über 50 Jahre Forschungsarbeit im Bereich der Nachwachsenden Rohstoffe zurückblicken kann.

## Aufgaben
Aufgabe des Technologie- und Förderzentrums (TFZ) ist es, die Bereitstellung und Nutzung von Energieträgern und Rohstoffen aus Erntegütern und Reststoffen aus der Land- und Forstwirtschaft (Nachwachsende Rohstoffe) durch anwendungsorientierte Forschung, Technologie- und Wissenstransfer sowie durch die staatliche Förderung von Projekten voranzubringen.
Die Tätigkeit erstreckt sich insbesondere auf:
- die Weiterentwicklung der Produktionstechnik im Pflanzenbau sowie der züchterischen Bearbeitung neuer Rohstoffpflanzen zur energetischen und stofflichen Nutzung,
- die Weiterentwicklung und Erprobung von Technologien und Verfahren zur Bereitstellung und Nutzung Nachwachsender Energieträger und Rohstoffe vor allem im ländlichen Raum durch Labor-, Technikums- und Pilotvorhaben in den Bereichen biogene Festbrennstoffe sowie erneuerbare Kraftstoffe und Materialien,
- die Bewilligung von Fördermaßnahmen für die energetische und stoffliche Nutzung von Biomasse,
- die Fachberatung von Landwirtschaft, Unternehmen, Politik und Administration.

## Abteilungen für Forschung, Förderung und Wissenstransfer
- Rohstoffpflanzen und Stoffflüsse
- Biogene Festbrennstoffe
- Erneuerbare Kraftstoffe und Materialien
- Systembewertung Nachwachsender Rohstoffe
- Förderzentrum Biomasse
- Wissenstransfer (Koordination des Beratungsnetzwerks LandSchafftEnergie+; Informationen und Beratung zur Energiewende im ländlichen Raum)
- NAWAREUM, ein 2023 eröffnetes Museum für die Themen Nachhaltigkeit, Klimaschutz, erneuerbare Energien und nachwachsende Rohstoffe